# Saint-Laurent-des-Arbres
Saint-Laurent-des-Arbres – miejscowość i gmina we Francji, w regionie Oksytania, w departamencie Gard.
Według danych na rok 1990 gminę zamieszkiwały 1683 osoby, a gęstość zaludnienia wynosiła 103 osoby/km² (wśród 1545 gmin Langwedocji-Roussillon Saint-Laurent-des-Arbres plasuje się na 227. miejscu pod względem liczby ludności, natomiast pod względem powierzchni na miejscu 487.).